# Antoine I. de Croÿ

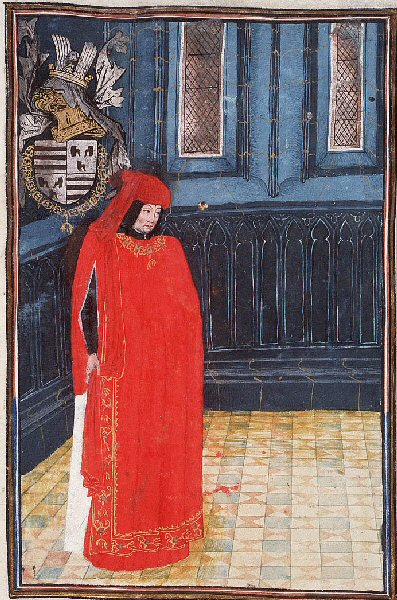
Antoine de Croy im Statuten- und Wappenbuch des Ordens vom Goldenen Vlies in Den Haag, Königliche Bibliothek, KB 76 E 10, folio 65r.

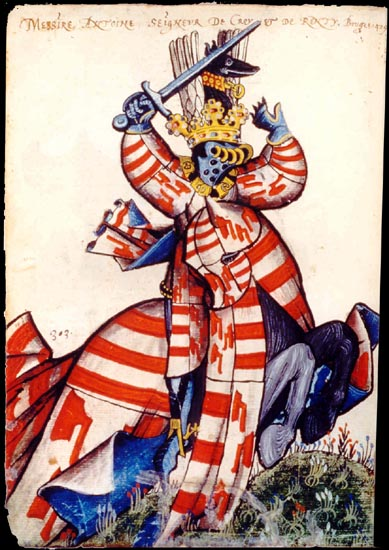
Reiterwappen des „Gründungsmitglieds“ Antoine de Croÿ in der Wappenrolle des Ordens vom Goldenen Vlies

Antoine I. de Croÿ, genannt „der Große“ (frz.: le Grand) (* um 1402; † nach 21. Oktober 1475), aus dem alten picardischen Adelsgeschlecht der Herren von Croÿ, wurde Graf von Porcéan und war zeitweise dominierender Minister am burgundischen Hof.

## Leben
Antoine war erster Kammerherr (frz. chambellan) bei Herzog Philipp „dem Guten“ von Burgund und erfahrener Heerführer. Im Großen Rat Herzog Philipps war er einer der drei mächtigsten Räte während dessen gesamter Regierungszeit.
Für seine Verdienste wurde Antoine von Herzog Philipp mit reichen Schenkungen und Gunsterweisen bedacht, und er konnte seinen anfänglich bescheidenen Adelsrang stark ausbauen. Im Jahr 1430 zählte er zu den ersten 24 Mitgliedern des Ordens vom Goldenen Vlies.
Durch ihre geographische Herkunft standen die Croÿ oft zwischen Frankreich und Burgund. Damit er die französischen Interessen in Burgund fördere, erhielt Antoine von den französischen Königen große Geldsummen, so von König Karl VII. 10.000 saluts.
1442 war er in Abwesenheit des Herzogs Gouverneur der Niederlande. Darüber hinaus wurde er zum Gouverneur von Namur, Luxemburg (seit 1443), Boulogne und Kapitän von Saint-Omer ernannt. Seit 1452 führte er den Titel des capitaine général (Träger des herzoglichen Banners).
Seit 1456 führte die übermächtige Stellung des „Familienclans“ der Croÿ zu Spannungen am burgundischen Hofe, aus denen die Croÿ zunächst als Sieger hervorgingen, während die Herzogin Isabella, der Erbprinz Karl der Kühne und ihre Anhänger verdrängt wurden. Von 1454 bis 1464 beherrschte Antoine den gesamten burgundischen Staat und besetzte freigewordene Ämter mit seinen Günstlingen. Unter dem Einfluss der Croÿ stimmte Herzog Philipp 1463 dem Rückverkauf der seit dem Vertrag von Arras (1435) in burgundischem Besitz stehende Sommestädte an König Ludwig XI. von Frankreich zu.
Gerüchten zufolge soll Antoine einen Mordanschlag auf Erbprinz Karl geplant haben. Nachdem 1464 eine Versöhnung zwischen Herzog Philipp und seinem Sohn Karl stattgefunden hatte und dieser seit 1465 als Generalstatthalter fungierte, verkündete Karl schon am 12. März 1465 seine Anklage gegen die Croÿ, die aus den burgundischen Gebieten flohen (Ligue du Bien public). Antoine wurde erst 1473 während des Festes des Ordens vom Goldenen Vlies rehabilitiert.

## Besitzungen
Seinem Testament von 1450 zufolge verfügte er über elf Herrschaften, darunter die pikardische Grafschaft Porcéan, mit einem Gesamtwert von ca. 60.000 francs, und er konnte 900 Ritter aufbieten.
Er erwarb bereits 1433 die Herrschaft Le Roeulx (bis heute im Besitz der Familie) und 1436 das Château de Montcornet (bis 1613 im Besitz). Durch seine zweite Frau (ab 1432), Marguerite von Lothringen-Vaudémont, kam die Herrschaft Aarschot in die Familie (1612 über Anne de Croÿ und deren Ehemann Karl von Ligne-Arenberg an das Haus Arenberg vererbt). Nach der Hinrichtung von Gilles II. de Mortagne al Hochverräter übergab Herzog Philipp 1433 dessen Besitzungen an Antoine, darunter das Château de Solre-sur-Sambre und das Château de Potelle, die dieser jedoch an die Geschwister des Gevierteilten zurückverkaufte. 1438 erwarb er die Grafschaft Porcéan mit dem Schloss in Château-Porcien (bis 1608 im Besitz der Familie), 1453 Beaumont, das er befestigte (1655/91 zerstört).

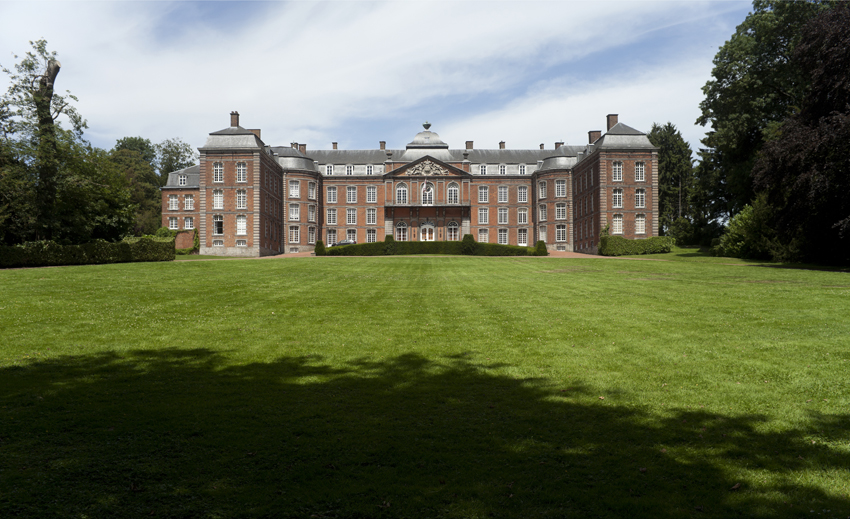
Château Le Roeulx, Belgien (heutige Fassade aus dem 18. Jhd., das Innere z. T. aus der Zeit Antoines, bis heute im Besitz der Prinzen de Croÿ)
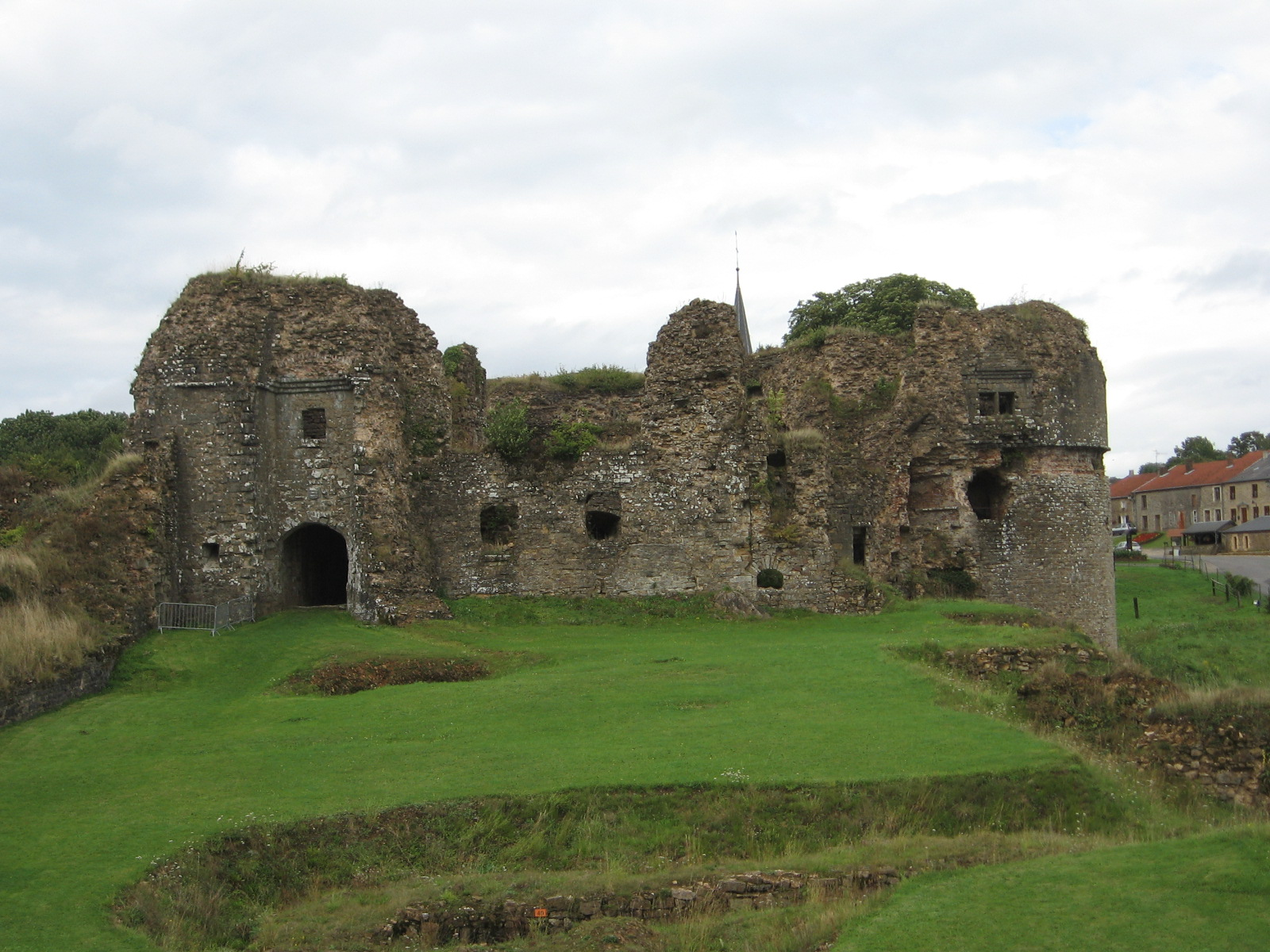
Château de Montcornet
Aarschot, Belgien (um 1570)
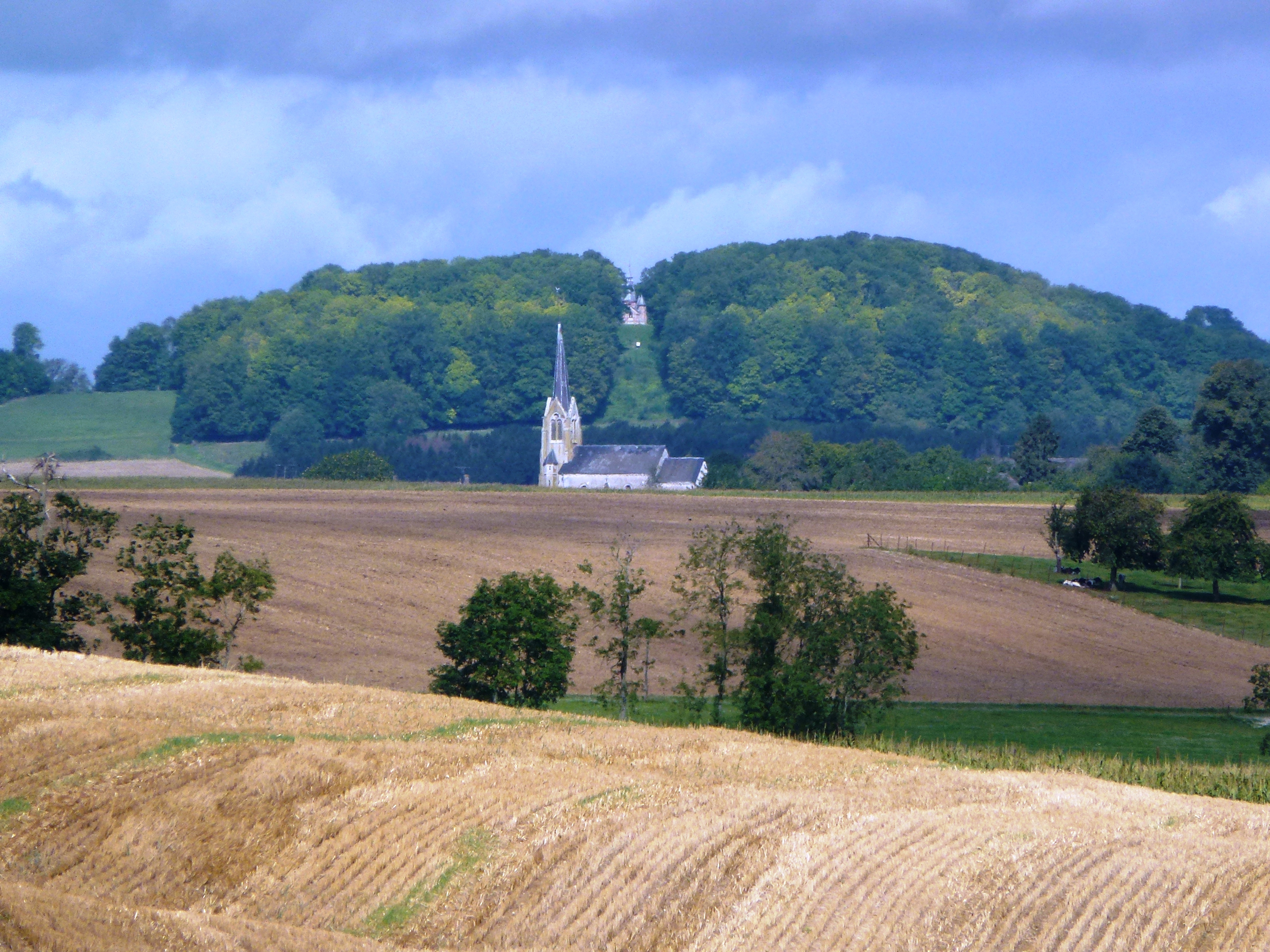
Château-Porcien, Ardennen
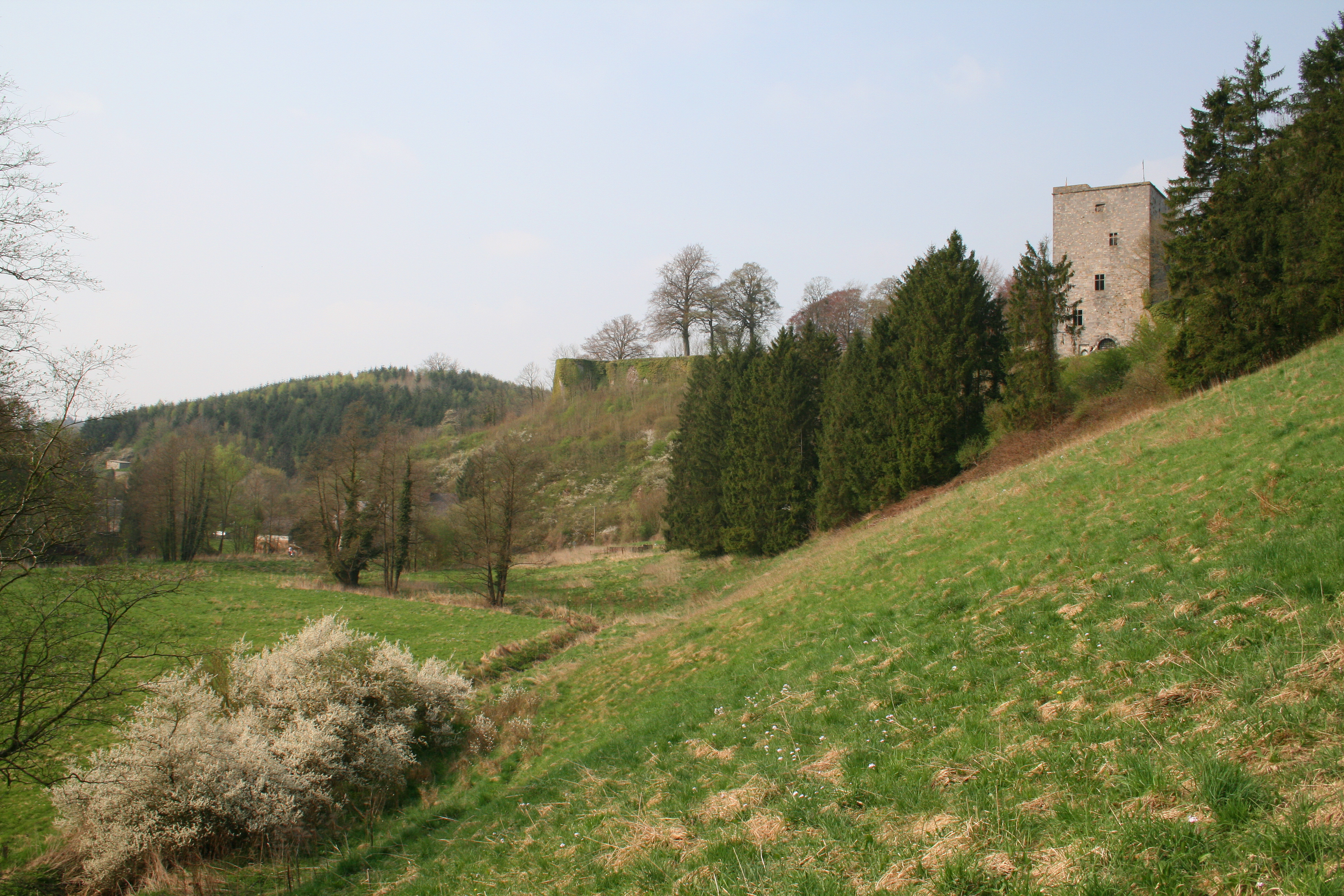
Beaumont (Belgien)

## Familie
Antoines Eltern waren Jean I. de Croÿ aus dem Hause Renty († 1415 bei der Schlacht von Azincourt) und Marie de Craon. Sein jüngerer Bruder war Jean II. de Croÿ, ebenfalls Inhaber einflussreicher Ämter am burgundischen Hof.
Er heiratete
1. 1410 Marie (auch Jeanne) de Roubaix (1390–1430), Tochter von Johann V. von Roubaix und Agnès de Lannoy, Schwester des Pierre von Roubaix.
2. 1432 Marguerite de Lorraine-Vaudémont († nach 1477), Dame d’Aarschot, Tochter von Antoine von Lothringen, Graf von Vaudémont († 1458) aus dem Haus Châtenois und Marie d’Harcourt. Durch sie kam die Herrschaft Aarschot in Antoines Besitz.

Er hatte folgende Kinder:
1. Johanna (um 1435–1504), heiratet 20. März 1454 Ludwig I. von Pfalz-Zweibrücken (1424–1489).
2. Philippe I. de Croÿ, Comte de Porcéan (1435–1511), sein Nachfolger, begründete die Linie zu Aarschot
3. Jean III. (1436–1505), begründete die Linie zu Le Roeulx
4. Marie (1440–1489)
5. Jacqueline (1445–1486)
6. Isabeau (1450–1523)
7. Jeanne († 1512), Äbtissin des Couvent des Cordelières (Paris)

## Bibliographie
- Karl Theodor Wenzelburger: Croy, Antonie v. In: Allgemeine Deutsche Biographie (ADB). Band 4, Duncker & Humblot, Leipzig 1876, S. 617.
- Richard Vaughan: Philip the Good. The apogee of Burgundy. London Longmans, London 1970, ISBN 0-582-50262-4.
- Wim Blockmans: Croy – I. Antoine de Croy. In: Lexikon des Mittelalters (LexMA). Band 3. Artemis & Winkler, München/Zürich 1986, ISBN 3-7608-8903-4, Sp. 358 f.
- Wilhelm Karl Prinz von Isenburg (Begr.), Frank Baron Freytag von Loringhoven: Europäische Stammtafeln. Stammtafeln zur Geschichte der europäischen Staaten. Abteilung 6: Zwischen Maas und Rhein. Teil 1 = NF Band 18 (des Gesamtwerkes). Stargardt, Marburg 1998, ISBN 3-465-02757-4, Tafel 107ff., (zur Genealogie der Croy).
- Raphaël DeSmedt (Hrsg.): Les chevaliers de l'ordre de la Toison d'or au XVe siècle. Notices bio-bibliographiques (= Kieler Werkstücke. Reihe D: Beiträge zur europäischen Geschichte des späten Mittelalters. 3) 2. édition entièrement revue et enrichie. Verlag Peter Lang, Frankfurt am Main 2000, ISBN 3-631-36017-7, S. 34–38, Nr. 15.